# Windmühlen
Windmühlen ist eine Erzählung des deutschen Schriftstellers Arno Schmidt (1914–1979), die zuerst 1960 in der Studentenzeitschrift konkret und 1964 in dem Sammelband Kühe in Halbtrauer erschienen ist.

## Inhalt

Das Bademeisterhaus im Schwimmbad Hänigsen

Ort der Handlung ist die südöstlich von Celle gelegene Gemeinde Hänigsen und das dortige Schwimmbad. In der Geschichte heißt der Ort „Frimmersen“. Zwei Männer auf einer Autofahrt unterbrechen ihre Reise, um dem dortigen Bademeister einen Brief zu überbringen. Der beobachtet vom erhöhten Bademeisterhaus her das besonnte Gewimmel im Schwimmbad, neben ihm tut ein offenbar Homosexueller das gleiche. Während des nachlässig-entspannten Geplauders der vier Männer berichtet der Homosexuelle über seine jüngsten Italien-Erlebnisse, dann, nachdem der Bademeister den Brief gelesen hat, berichtet dieser verzweifelt, dass er für vier Wochen nach Urningsleben abgeordnet sei, um den dortigen Bademeister zu vertreten. Er schildert seine Erlebnisse dort im vorigen Jahr, wo Einsamkeit, schlechte Unterkunft, skurrile Wirtshausgäste und vor allem sechs in ständiger Bewegung begriffene Windmühlenmodelle ihn derart aufgeregt hätten, dass er sie mit Hilfe zweier Paddler in den Badeteich geworfen, sie anschließend jedoch reuig wieder herausgeholt und an ihrem alten Standort festgenagelt habe. Nach diesem Bericht verlassen die zwei Besucher das Schwimmbad und setzen ihre Fahrt fort.

## Themen und Motive
Hauptthema der Erzählung ist männliche Homosexualität. Das wurde zwei Jahrzehnte lang nicht erkannt, weil Schmidt den zu seiner Zeit noch heiklen Gegenstand mit den Mitteln der Traumarbeit verhüllt und verharmlost hatte. Klar erkennbar erscheint das Thema in dem Ortsnamen „Urningsleben“, den man ins geläufige Deutsch mit „Schwulenhausen“ übersetzen kann. Personifiziert erscheint die Homosexualität in der Figur des Badegastes Eugen, der eine brokatene Badehose und einen fußlangen schwarz-gelb gestreiften Bademantel mit Drachenmotiv trägt. Ein weiteres Thema, zum Ort der Handlung, dem Schwimmbad, passend, ist der Voyeurismus, ein Verhalten, das durch den homosexuellen Badegast „Eugen“ besonders deutlich dargestellt wird. Er betrachtet die fleischlichen Angebote des Schwimmbads durch ein Fernglas, das auch der Erzähler sich ausleiht. „Eugen“ mit seiner klanglichen Nähe zu „Augen“ und „äugen“ ist ein Element des Augen-Themas, dessen vielfältige Erscheinungen Thomas Baukes im Text der Erzählung nachgewiesen hat. Die gesamte Szenerie in „Urningsleben“ erweist sich, wie Goerdten nachgewiesen hat, als Genitallandschaft, in der die phallischen Windmühlen das zentrale Motiv bilden. Des Bademeisters Verwirrung, in die er durch die ständig sich drehenden Flügel von sechs Windmühlenmodellen getrieben wird, ist Ausdruck der in ihm wirksamen unbewussten und verdrängten gleichgeschlechtlichen Anteile, die durch den stimulierenden Anblick aus ihrer Latenz erweckt werden und Widerstand und Abwehr mobilisieren. Seine innere Bedrängnis gipfelt in einem Traum von „Jabos“ (Jagdbombern), die im Kreise fliegen und auf ihn schießen.
Ralf Georg Czapla, dessen Interpretation sich den Nachweis historischer und mythologischer Strukturen und Motive zum Ziel gesetzt hat, sieht in der Erzählung eine literarische Umsetzung des Barbarossa- und Kyffhäuser-Mythos: „Bei Schmidt wird der Kyffhäuser-Mythos durch die Konfrontation mit der Psychoanalyse insofern umgedeutet, als sich die mythischen Elemente mit denen des Traumes verbinden und Teil einer Sexualanthropologie werden, in die Literatur und Historie gleichermaßen miteinbezogen werden.“

## Personen

„Der weiße, sinnvoll hagere, Turmriese ...“ (Arno Schmidt)

- Der Erzähler, der namenlos bleibt, und sein Freund Richard repräsentieren die (zur Zeit der Entstehung der Geschichte) weithin übliche, amüsiert duldende Haltung gegenüber der Homosexualität. Sie verständigen sich wortlos, als der Erzähler die brokatene Badehose von Eugen erblickt: „(Aber Richard, der meine Verstörtheit bemerkte, drehte gleich die Augen so hoch; und telegrafierte mit dem ganzen Gesicht, daß ich relativ rasch begriff, I can take a hint.)“[5] Am Schluss der Erzählung aber sind auch sie vom Dunstkreis des herrschenden Themas affiziert: „<Wrumm : Wrumm!>; (fast genau unter’m Popo; peinlich.) Langsames Weggleiten.“[6] heißt es bei der Abfahrt der beiden Protagonisten. Ralf Georg Czapla vermutet, dass Schmidt den Erzähler „als Kontrafakt des Sultans von Ägypten konzipiert“ habe.[7] In der Figur des Richard sieht er „eine der herausragenden Figuren des dritten Kreuzzugs, nämlich König Richard I. Löwenherz von England“ verkörpert.[8]

- Eugen, der bizarr gekleidete Schönling, dessen ranke Schlankheit und gezierte Redeweise ihn als Schwulen charakterisieren, wird in der Erzählung stets nur „Der Gestreifte“ (nach seinem gelb-schwarz gestreiften Bademantel) genannt. Seine lapidaren Anmerkungen zu den Erzählungen des Bademeisters weisen ihn als psychologisch gewitzten Kenner aus, der mit seinen Einwürfen auf den verborgenen Bedeutungsgehalt der Reden und der beschriebenen Dinge verweist. Auf des Erzählers von der starken Sonnenhitze angeregte Feststellung, dass im Innern der Gestirne Millionen Grade herrschen sollen, sagt er, das müsse sehr unangenehm sein, und spielt damit auf die Vorstellung an, dass mit den „Gestirnen“ auch rundliche Körperteile gemeint sein könnten, in denen erhöhte Temperaturen herrschen und in denen man ganz oder mit einem kleinen Teil steckt.[9] Das Wort „unangenehm“ hat Schmidt mit entlarvender Intention verwendet. In seiner Karl-May-Studie Sitara wird es mehrfach „onangenehm“ geschrieben, was auf einen masturbatorischen Sexualakt hindeutet. „Eugen“ berichtet von einer Reise gen Italien, auf der er und „Geert Wilhelm. Und Sebastian, und Bübchen-Pauli; und Ernst August –“ „oberhalb Udine, an einem entzückenden kleinen See eine einsame Jagdhütte gemietet“[10] hatten und weiteres Anekdotisches wie das Pilzesammeln und Botanisieren im Unterholz, Fische und deren besonders schmackhafte Augen und anderes, das als traumsymbolische Transformation sexueller Vorstellungen verstanden werden kann. Ralf Georg Czapla sieht in „Eugen“ den Papst Eugen III. (1145–1153) dargestellt, der seinerzeit zum zweiten Kreuzzug aufgerufen hatte.[11]

- Der Bademeister hat „blockschokoladenfarbene Schultern“ und einen „Bauch aus altem Kupferblech, Füße wie die selige Königin Luise ... Die rechte Augenbraue martialisch gezwirbelt“ usw.[12], er ist ein „Brocken“ mit „115 cm Brustumfang“[13], also ein ausgesprochen männlicher Typ. Nach Goerdten repräsentiert er den Typus des heterosexuell Orientierten, der eine starke gleichgeschlechtliche Triebkomponente verdrängt hat. Die Angst vor Urningsleben und der panikartige Zustand, in den der Bademeister dort geraten ist, können nach Goerdtens Ansicht sinnvoll nur aus den Abwehrbestrebungen von Ich und Über-Ich gegen homoerotische Regungen erklärt werden.[14] Der Bademeister wird mit der bei Arno Schmidt immer homoerotisch geprägten Karl-May-Sphäre verkoppelt, indem ihm ein ganz unsicheres Namensattribut beigegeben wird: „‚Freut mich –‘; (hieß er Fritz Bartels? Der Nachname war schwer zu verstehen gewesen.)“[15] Fritz Barthel war ein skurriler Karl-May-Verehrer, der in seiner 1955 erschienenen Schrift Letzte Abenteuer um Karl May behauptete, durch magische Praktiken mit Mays Seele in Kontakt gekommen zu sein. Ralf Georg Czapla erkennt im Bademeister den Kaiser Friedrich Barbarossa und begründet diese Gleichsetzung damit, dass der im Fluss Saleph ertrunkene Herrscher durch seinen Wassertod mit dem ein Schwimmbad beherrschenden Bademeister gleichzusetzen sei.[16]

## Die Paddler
Mit den Paddlern, die urplötzlich in Urningsleben auftauchen, kommt ein Element in die Erzählung, das in Widerspruch zu realistischem Erzählen steht. Sie werden, wie der Bademeister, von den Windmühlen irritiert und helfen beim Abbrechen und Wiederfestnageln dieser Penisäquivalente und verschwinden dann ebenso plötzlich aus der Erzählung, wie sie aufgetaucht sind. Auf einem Teich mit Entengrütze, Moorboden, Weiden- und Erlendickichten, der keinen Zu- oder Abfluss hat, ist das Paddelbootfahren wenig sinnvoll. Nach Goerdten sind die Paddler ein (oberflächlich betrachtet) sinnwidriges Element, das ähnlich nur in Träumen erscheinen kann, und zwar nur dann, wenn es durch anderweitige Verknüpfungen mit den Traumthemen verbunden ist. Im Falle der Paddler schlägt Goerdten eine etymistische Erklärung ihres Erscheinens vor. Er setzt das Wort „Paddler“ in Beziehung zum englischen Slangwort „to paddle“, das im Deutschen etwa mit „liebkosen“ wiedergegeben werden kann. Weiterhin kommen alle „pud“- und „ped“-Derivate hinzu, wie die „pudenda“, der „pederast“ und „pedicator“. Das Hintereinander-Beschäftigtsein im Boot ergibt weitere Anknüpfungen zur Homosexualität, um die es, wie in der gesamten Erzählung, so auch bei den Paddlern geht. Das Paddler-Motiv ist ein Hinweis auf die Traumhaftigkeit der gesamten Urningsleben-Episode.

## Rezeption
Längere Zeit wurde die Erzählung als eine realistische Wirklichkeitsschilderung aufgefasst. Heinrich Vormweg schrieb noch 1989 von der „Alltagswirklichkeit“, „die in Schmidts Nachzeichnung fast erschreckend plastisch wird. Und in ihrer realen Isoliertheit wird sie zum Exempel gleichsam orientierungslosen, um so unmittelbarer sich aufdrängenden Lebens.“ Hans Wollschläger hat die Erzählung 1962 als „einziges Stück von Rang, von großer Souveränität über die kleine Form“ innerhalb einer Prosasammlung bezeichnet. In einem Aufsatz von Ulrich Goerdten, der 1980 in der Wiener Zeitschrift protokolle erschien, wurde die Mehrschichtigkeit und Bedeutungsvielfalt der Erzählung erstmals beschrieben. Im Untertitel dieses Aufsatzes wurde auf die Verwendung von Traumstrukturen in der Erzählung hingewiesen: Arno Schmidts Erzählung Windmühlen als Traumtext gelesen. In dem 2011 erschienenen Goerdtenschen Sammelband (siehe Literaturnachweise) erhält diese, damals nur vermutete, Traumstruktur eine Bestätigung durch die Mitteilung aus einem Brief Hans Wollschlägers an Goerdten, in dem bestätigt wird, dass die Urningsleben-Episode in Windmühlen ein echter Traum Arno Schmidts gewesen ist. Ralf Georg Czapla hat diese Interpretation um mythologische und historische Aspekte erweitert, indem er den Barbarossa- und Kyffhäuser-Mythos als Bezugshintergrund der Erzählung dargestellt hat. Thomas Baukes betrachtet eingehend das Augen-Motiv und seine Erscheinungen in der Erzählung und stellt eine Verbindung her zwischen Schmidts Text und Edgar Allan Poes Erzählung The Tell-Tale Heart. Gregor Strick folgt in seiner Interpretation einer Bemerkung Helmut Heißenbüttels, der in Windmühlen keine herkömmliche erzählerische, sondern eine sprachassoziative Dynamik wahrnimmt. Windmühlen sei ein fiktionaler Text über das Wahrnehmen, das Signalisieren und das Verstehen, ein Experiment, das elementare literarische Bedingtheiten reflektiere.

## Ausgaben
Text enthalten in:
- Klaus Wagenbach (Hrsg.): Das Atelier. Zeitgenössische deutsche Prosa. S. Fischer, Frankfurt a. M. 1962.
- Ernst-Peter Wieckenberg (Hrsg.): Die Welt erzählt. G. B. Fischer, Frankfurt 1966, S. 28–40.
- Arno Schmidt: Windmühlen. 16 Prosastücke. Herausgegeben von Karsten Diettrich. Bertelsmann, Gütersloh 1974.
- Arno Schmidt: Schwänze. Fünf Erzählungen. Fischer Taschenbuch Verlag, Frankfurt a. M. 1976.
- Arno Schmidt: Windmühlen. Erzählungen. Herausgegeben von Heinrich Vormweg. Reclam, Stuttgart 1989.

Zitierfähige Ausgabe
- Arno Schmidt: Ländliche Erzählungen. Bargfelder Ausgabe, Werkgruppe 1, Bd. 3. Haffmans, Zürich 1987, S. 281–292 (auch als Studienausgabe erschienen, dort Band 3,2, ebenfalls S. 281–292).